# Gamasiphis caper
Gamasiphis caper är en spindeldjursart som beskrevs av Wolfgang Karg 1995. Gamasiphis caper ingår i släktet Gamasiphis och familjen Ologamasidae. Inga underarter finns listade i Catalogue of Life.